# Petra Höcker
Petra Höcker (* 1966 in Osnabrück) ist eine deutsche Künstlerin.

## Leben
Nach einer freien Mitarbeit an der Kunsthalle Dominikanerkirche Osnabrück im Bereich Ausstellungskonzeption/Projektleitung in den Jahren 2001/2002, nahm Petra Höcker im Jahr 2002 an Studienseminaren bei K. Neuper teil. Das Studium fand in Nürnberg statt und dauerte bis zum Jahr 2005. In dieser Zeit arbeitete Petra Höcker als freischaffende Künstlerin. Im Jahr 2006 wurde sie bei dem European Artists e.V. Mitglied. Petra Höcker gründete im Jahr 2007 die Produzentengalerie in Osnabrück.
Die Künstlerin lebt und arbeitet in Osnabrück.

## Werk
Petra Höcker konzentriert sich auf groß- und kleinformatige Arbeiten in Mischtechnik auf Leinwand. Die Arbeiten der Künstlerin sind in vier große Serien unterteilt: Grau (2008–2011), Rot (2005–2011; beinhaltet auch verschiedene Kunstobjekte), Schwarz (2010/2011), Regenbogen (2011). Über die Jahre hinweg erneuert Petra Höcker stetig ihre Serien, indem sie ihnen immer mal wieder neue Werke hinzufügt. Die Serie Grau zum Beispiel beinhaltet heute über 40 Werke.

## Einzelausstellungen
- 2008: „Bewegung“, Stadtmuseum Gütersloh
- 2009: „Ausgleich“, Kulturnacht 2009, Osnabrück
- 2009: „Petra Höcker | 09“, Produzentengalerie, Osnabrück
- 2009: „Struktur – Bild – Skulptur“, Kunstverein Gronau
- 2010: Kulturnacht 2010, Osnabrück
- 2011: „Fraktal“, Kunst- und Kulturverein, Bad Essen
- 2011: Kulturnacht 2011, Produzentengalerie, Osnabrück
- 2012: Galerie 2 Fenster, Augsburg

## Ausstellungsbeteiligungen
- 2005: Small Size Art, Galerie Ripustus, Hämeenlinna, Finnland
- 2005: Galerie S15, Wuppertal
- 2006: Art Salzburg, Österreich
- 2006: Arte Regionale IV (extern), Osnabrück
- 2007: 8+1 Hoffnung, Katharinenkirche Osnabrück
- 2007: Art 20, Kossuth, Ungarn
- 2007: Art 20, Leoben, Österreich
- 2007: Boesner, Hannover
- 2007: Eröffnungsausstellung Galerie Forum, Weissenbrunn
- 2007: Internationales Symposium des European Artists e.v., Essen
- 2007: „Art & Industry“, Stanzwerk Bochum
- 2007: Symposium und Ausstellung Start Galerie, Leoben, Österreich
- 2007: „In Augenhöhe“, Kunst Quartier BBK Osnabrück
- 2007: Art 20, Galerie Sztucki Wspotczesnej, Przemysl, Polen
- 2007: Galleria d‘Artecon, Ascona, Schweiz
- 2008: „Zeitgleich“, BBK-Hannover
- 2008: Art 20, Prima Center, Berlin
- 2008: Grenze grenzenlos, BBK-Haarlem, Niederlande
- 2008: Remarque, Die Stadt und der Frieden, Kunstquartier, Osnabrück
- 2008: Internationales Symposium und Ausstellung „Neverheard“, Hovinkartano Hauho, Finnland
- 2008: Internationales Symposium des European Artists e.v., Essen
- 2008: „Art & Industry“, Stanzwerk Bochum
- 2009: 4th international art camp, Gusakovec, Kroatien
- 2009: 7. Art 20, Berlin
- 2010: 3. International Symposium, Gabelhofen, Österreich
- 2010: „Arte Regionale V“, Osnabrück
- 2010: Izmir Art Symposium, Izmir, Türkei
- 2011: 20. Arlberger Kulturtage, St. Anton, Österreich
- 2011: Galerie Kloster Malgarten, Bramsche
- 2011: 19. European Artists Symposium, Essen
- 2011: „Old house new art“, Städtisches Kulturzentrum, Izmir, Türkei
- 2011: „Yastik alti“, Arteistanbul, Istanbul, Türkei
- 2012: „Roter Berg“, Galerie P. Höcker, Osnabrück
- 2012: Petra Höcker – Klaus Reincke, Werkkunstgalerie, Berlin
- 2013: Ankara, Türkei
- 2013: Hanse Art Lübeck, Werkkunstgalerie, Berlin
- 2013: „Köpfe“, Werkkunstgalerie, Berlin
- 2013: Macht Kunst, Deutsche Bank Kunsthalle, Berlin
- 2013: Cologne Paper Art, Werkkunstgalerie, Köln
- 2013: Art 20, Renko, Finnland
- 2013: Arlberger Kulturtage, St. Anton, Österreich
- 2013: 20. European Artists Symposium, Essen

## Publikationen
- 2006 Überblick-Katalog „05/06“
- 2007 Überblick-Katalog „06/07“
- 2009 Überblick-Katalog „06/09“
- 2009 Ausstellungskatalog „Petra Höcker / 09“
- 2011 Überblick-Katalog „05/11“
- 2012 Katalog "Petra Höcker - Arbeiten/Works 2005–2011"

## Galerievertretungen
- Galerie Start Galerie Georg Brandner, Leoben, Österreich
- Galerie Kunstwerk & Edition, Leonberg
- Galerie Moser, Osnabrück
- Galerie Van Remmen, Solingen
- Galerie Klaus Schmitt, Schwäbisch Hall